# Dragon rouge (film)
Pour les articles homonymes, voir Dragon rouge.
Série Hannibal Lecter
Hannibal
(2001) Hannibal Lecter : Les Origines du mal
(2007)
Pour plus de détails, voir Fiche technique et Distribution.
Dragon rouge (Red Dragon) est un film américano-allemand réalisé par Brett Ratner et sorti en 2002. Adaptation du roman du même nom de Thomas Harris, il constitue une préquelle au Silence des agneaux.
Anthony Hopkins y reprend son rôle de Hannibal Lecter, également présent dans Hannibal (2001). Le film reçoit des critiques plutôt positives et est un succès commercial.

## Synopsis

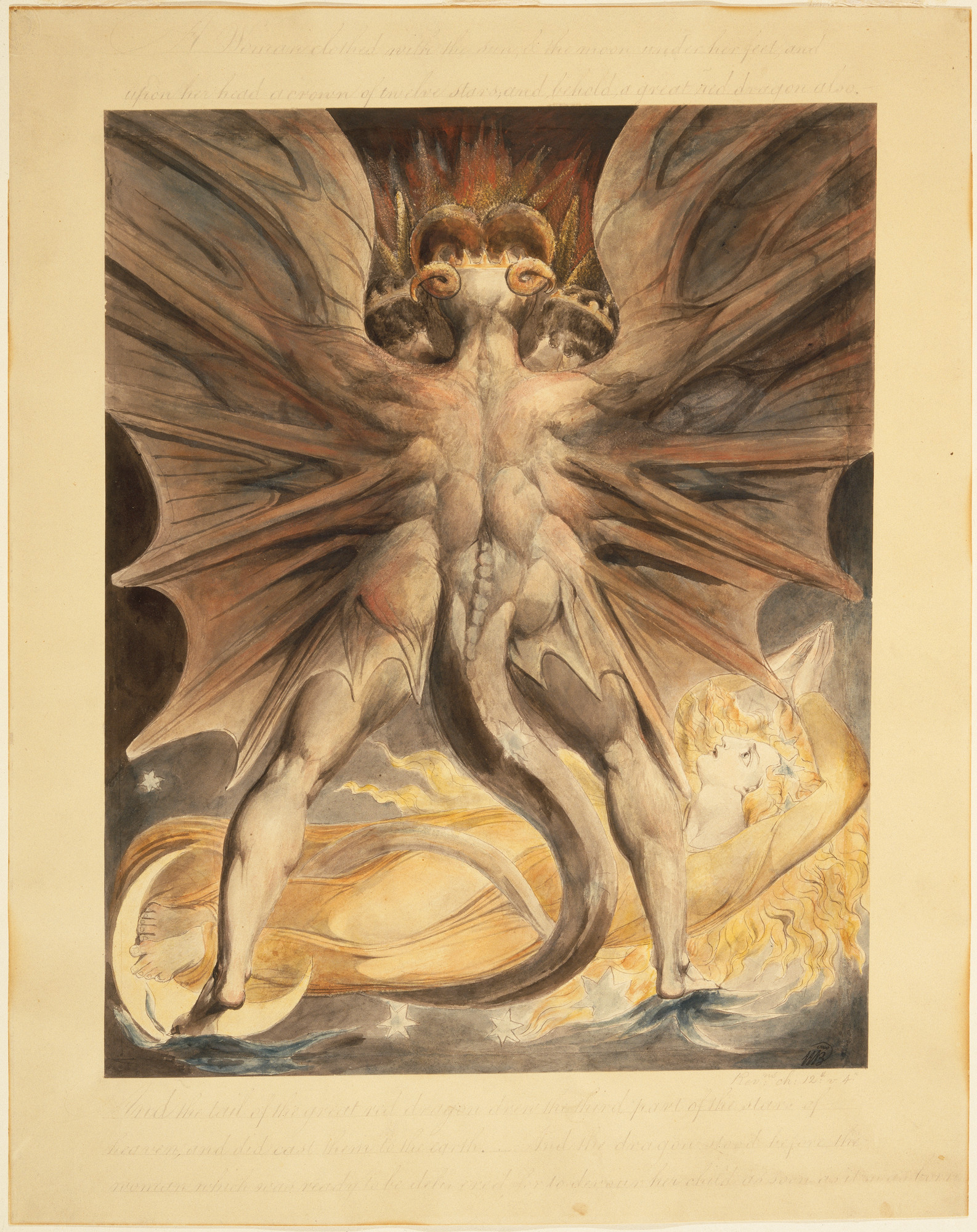
William Blake (1757–1827) The Great Red Dragon and the Woman Clothed in Sun (Rev. 12: 1–4), c. 1803–1805 – Brooklyn Museum

En 1980, le brillant profiler du FBI, Will Graham est parvenu à arrêter le Dr Hannibal Lecter, dit « Hannibal le cannibale », au prix de bien des séquelles physiques et psychiques. Son patron Jack Crawford le tire de sa retraite car lui seul pourrait démasquer un tueur en série qui frappe les nuits de pleine lune. Mais pour parvenir à démasquer ce nouveau tueur, Graham va avoir besoin du brillant esprit de son terrifiant ennemi : le Dr Hannibal Lecter.

## Fiche technique
Sauf indication contraire, les informations mentionnées dans cette section peuvent être confirmées par la base de données cinématographiques IMDb,  présente dans la section « Liens externes ».
- Titre original : Red Dragon
- Titre français et québécois : Dragon rouge
- Réalisation : Brett Ratner
- Scénario : Ted Tally, d'après le roman Dragon rouge de Thomas Harris
- Musique : Danny Elfman
- Direction artistique : Hosam Ibrahim et Steve Saklad
- Décors : Kristi Zea, Andrea Mae Fenton et Karen O'Hara
- Costumes : Betsy Heimann
- Photographie : Dante Spinotti
- Son : Gregg Landaker et Steve Maslow
- Montage : Mark Helfrich
- Production : Dino De Laurentiis, Martha De Laurentiis
  - Producteur délégué : Andrew Z. Davis
  - Producteurs associés : James M. Freitag et Terry Needham (non crédité)
- Sociétés de production[1] : Universal Pictures et Dino De Laurentiis Company
  - Sociétés de production associées : Metro-Goldwyn-Mayer (MGM), Mikona Productions GmbH & Co. KG
  - Sociétés de production (non crédité) : Pan Productions et Scott Free Productions
- Sociétés de distribution : 
  - États-Unis : Universal Pictures
  - Allemagne et France[2] : United International Pictures (UIP)
- Budget : 78 000 000 $[3]
- Pays de production :  États-Unis,  Allemagne
- Langues originales : anglais , allemand
- Format : couleur (DeLuxe) - 35 mm - 2,35:1 (Cinémascope) - son DTS | Dolby Digital | SDDS
- Genre : thriller, policier, drame, horreur
- Durée : 124 minutes
- Dates de sortie :
  - États-Unis : 4 octobre 2002
  - Allemagne : 31 octobre 2002
  - Canada : 4 octobre 2002
  - Belgique : 23 octobre 2002
  - France : 30 octobre 2002
- Classification[4] :
  -  États-Unis : R – Restricted (Les enfants de moins de 17 ans doivent être accompagnés d'un adulte).
  -  France : Interdit aux moins de 16 ans (visa d'exploitation no 106652 délivré le 5 novembre 2002)[5]

## Distribution
- Edward Norton (VF : Damien Boisseau) : Will Graham
- Anthony Hopkins (VF : Jean-Pierre Moulin) : Dr Hannibal Lecter
- Ralph Fiennes (VF : Francis Lalanne) : Francis Dolarhyde
- Harvey Keitel (VF : Bernard-Pierre Donnadieu) : Jack Crawford
- Emily Watson (VF : Delphine Robert) : Reba McClane
- Mary-Louise Parker (VF : Coraly Zahonero) : Molly Graham
- Philip Seymour Hoffman (VF : Pascal Casanova) : Freddy Lounds
- Barbara Kerr Condon : la grand-mère de Francis Dolarhyde
- Cliff Dorfman (en) : l'officier Ovard
- Frank Whaley (VF : Julien Kramer) : Ralph Mandy
- Anthony Heald (VF : Patrick Guillemin) : Dr Frederick Chilton
- Ken Leung (VF : Jérôme Berthoud) : Lloyd Bowman
- Stanley Anderson (VF : Robert Darmel) : Jimmy Price
- Tom Verica : M. Leeds
- Frankie Faison (VF : Jacques Martial) : Barney Matthews
- Bill Duke (VF : Philippe Dumond) : commissaire Springfield
- John Rubinstein (VF : Denis Boileau) : John, un invité du repas
- Marguerite MacIntyre (VF : Virginie Méry) : Valerie Leeds
- William Lucking (VF : Claude Brosset) : Byron Metcalf
- Michael Cavanaugh (VF : Michel Prud'homme) : l'expert dentiste
- Lalo Schifrin : le chef d'orchestre
- Azura Skye : la vendeuse de livres

Source et légende : version française (VF) sur AlloDoublage et DSD Doublage

## Production

### Genèse et développement
Il s'agit de la seconde adaptation cinématographique du roman de Thomas Harris après Le Sixième Sens (Manhunter) de Michael Mann en 1986.

### Attribution des rôles
Anthony Hopkins a hésité à reprendre son rôle de Lecter : « Au départ, je n'étais pas sûr de vouloir endosser à nouveau ce rôle ». Il s'est cependant laissé convaincre par la présence du scénario Ted Tally, scénariste du premier film.
Frankie Faison reprend lui aussi son rôle de Barney, qui apparaît aussi dans Le Silence des agneaux et Hannibal. Il incarnait par ailleurs un tout autre personnage dans Le Sixième Sens, précédente adaptation du roman Dragon rouge.
Brett Ratner voulait Sean Penn pour le rôle de Francis Dolarhyde. Jude Law a quant à lui été envisagé incarner une version jeune de Hannibal Lecter. Un caméo de Jodie Foster aurait par ailleurs été un temps évoqué.

### Tournage
Le tournage a lieu en Floride (Marathon, Islamorada), dans le Maryland (Baltimore, Sykesville), à Washington, D.C., en Californie (Los Angeles, Universal Studios, Pasadena, Santa Clarita, Long Beach, Disney's Golden Oak Ranch) .

## Sortie et accueil

### Accueil critique
Le film reçoit un accueil critique plutôt favorable, recueillant 68 % de critiques positives, avec une note moyenne de 6,4/10 et sur la base de 184 critiques collectées, sur le site agrégateur de critiques Rotten Tomatoes. Sur Metacritic, il obtient un score de 60/100 sur la base de 36 critiques collectées.

### Box-office
Le film connait un certain succès commercial, rapportant environ 209 196 000 $ au box-office mondial, dont 93 149 000 $ en Amérique du Nord, pour un budget de 75 000 000 $. En France, il totalise 1 436 513 entrées.

## Distinctions
Entre 2002 et 2003, Dragon rouge a été sélectionné 14 fois dans diverses catégories et a remporté 4 récompenses.

### Récompenses
- Fangoria Chainsaw Awards 2003 : Chainsaw Award du meilleur acteur dans un second rôle pour Ralph Fiennes
- London Film Critics Circle Awards 2003 : meilleure actrice britannique dans un second rôle pour Emily Watson
- Taurus World Stunt Awards 2003 : meilleure cascade avec du feu pour Keii Johnston
- Young Artist Awards 2003 : meilleur jeune acteur âgé au maximum de 10 ans pour Tyler Patrick Jones

### Nominations
- Festival international du film de Catalogne 2002 : meilleur film pour Brett Ratner
- Golden Schmoes Awards 2002 : meilleure actrice dans un second rôle de l'année pour Emily Watson
- Academy of Science Fiction, Fantasy and Horror Films - Saturn Awards 2003 :
  - Meilleur film d'action, d'aventures ou thriller
  - Meilleur acteur dans un second rôle pour Ralph Fiennes
  - Meilleure actrice dans un second rôle pour Emily Watson
- Empire Awards 2003 : meilleure actrice britannique pour Emily Watson
- Fangoria Chainsaw Awards 2003 :
  - Meilleur acteur pour Anthony Hopkins
  - Meilleure actrice dans un second rôle pour Emily Watson
- Hollywood Makeup Artist and Hair Stylist Guild Awards 2003 : meilleur maquillage sur Ralph Fiennes pour Julie Pearce, Randy Westgate, Matthew W. Mungle et Ken Diaz
- Teen Choice Awards 2003 : Meilleur film d'horreur / thriller

## Éditions en vidéo
- Sortie en DVD[15] : 1er avril 2003
- Sortie en VàD : 18 mars 2017

## Différences avec le roman
- Le meurtre du flutiste de l'orchestre de Baltimore ainsi que le "dîner" servi aux convives par Lecter ne sont décrits que dans le second roman[16].
- Le fils de Molly s'appelle normalement Willy. Dans le film, il se prénomme Josh probablement pour éviter la confusion avec Will Graham[17].
- Le film décrit plus en détail l'agression de Will par Lecter dans son cabinet[18].
- C'est Will qui dans le roman, décide de lui-même d'aller voir Lecter, et non une suggestion détournée de Crawford[19].
- D'une manière générale, Hannibal Lecter est beaucoup plus présent dans le film que dans le livre. Ainsi, Graham rencontre le docteur Lecter dans sa cellule pour lui montrer le dossier de l'affaire et il ne le  reverra plus par la suite[20] contrairement au film. Lecter communiquera également plus tard avec Will par lettre[21] dont le contenu sera intégré dans le film dans un de leurs dialogues. De plus, Lecter parviendra à avoir les coordonnées de Graham juste après sa première visite[22] alors que cette scène a lieu plus tard dans la version cinéma.
- Dans le livre, le tueur est surnommé La mâchoire[23] et non la petite souris.
- Contrairement au film, Dolarhyde se présentera à Lounds à visage caché[24]. Le journaliste survivra également un court instant à l'hôpital avant de décéder[25].
- L'enfance de Francis Dolarhyde est plus détaillée dans le roman[26].
- Dans le roman, le personnage de Reba McClane n'apparaît qu'après la mort de Lounds[27].
- C'est en prenant connaissance du déplacement du tueur à Atlanta noté sur un calendrier que Will et Crawford purent confondre Dolarhyde, et non après avoir fait une description physique du tueur à son patron[28].
- Dans la version cinématographique, Dolarhyde tue Ralph Mandy et se sert du corps pour faire croire à sa propre mort. S'il tue également Mandy dans le livre[29], Dolarhyde se sert en revanche du corps d'un pompiste (tué quelques jours avant après un accrochage verbal) pour simuler sa mort[30].
- Dans le roman, Dolarhyde attaque directement Graham sur la plage[31] alors que dans le film, le meurtrier prend d'abord le jeune Josh en otage dans la maison.
- Contrairement au film, Will sera gravement blessé au visage et restera défiguré[32]. Il lira également la dernière lettre de Lecter à l'hôpital [33] et non sur son voilier comme on le voit à la fin du film.